# Олівія Аддамс
Олівія Аддамс (рум. Olivia Addams), справжнє ім'я Адріана Лівія Оприш (рум. Adriana Livia Opriș; нар. 1997, Бухарест, Румунія — румунська співачка, авторка пісень, музичний продюсер, ютубер, тіктокер, учасниця гурту «Jealous Friend». Найбільшої популярності здобула зі синглом «Dumb».

## Ранні роки
Народилася 1997 року в Бухаресті у сім'ї юриста та бухгалтера.
Співати почала у віці 3 років в хорі «Alegretto».
Вже у дитинстві разом з хором виступала за кордоном, у тому числі в Японії, Китаї та США.
Навчалася у Німеччині.

## Творча кар'єра
У 2018 році записала спільний з Пітом Кінгсманом сингл «Love Poison», що не потрапив у жоден з чартів, але на «Spotify» до 2020 року його було прослухано понад 750 000 разів.
Також з Пітом Кінгсманом та Алексом Паркером випустила сингл «Not Goodbye». Композиція отримала понад 700 000 переглядів на YouTube, а також понад 4 мільйони на «Spotify».
У 2019 році Олівія Аддамс записала свою першу сольну композицію «Sick Lullaby». Пісня стала популярною в СНД та стала хітом в Україні.
У тому ж році вона стала учасницею колективу «Jealous Friend», з яким у 2019 році записала 3 пісні: «Who's Gonna Love You», «In My Mind» та «Cold».
Спільно з Алексом Паркером записала сингл «Love Games», який став хітом в Угорщині, та пісню з «Mandinga» під назвою «Bandida», яка стала хітом в Австралії.
Першим у 2020 році синглом Олівії Аддамс стала пісня «I'm Lost». 6 березня 2020 року опубліковано відеокліп до композиції.
Того ж року вийшов її найпопулярніший сингл «Dumb», який посів 9-ту сходинку польського чарту «AirPlay – Top». Він також був включений до списку в Румунії (13-е місце в Топ-100 та 4-е місце у чарті радіо «Media Forest») та СНД (123-е місце в загальному ефірі радіостанцій). Тоді ж випущено відеокліп на пісню. Разом з публікацією композиції в додатку «TikTok» стартувала кампанія «#UreSoDumb», яка має майже 120 мільйонів поширень.
У серпні 2020 року вийшов сингл «Fish in the Sea».
Також записано 3 пісні з групою «Jealous Friend»: у травні «Wanna Say Hi», у червні «Himalayas» та «To The Moon And Back».
У листопаді 2020 року вийшов сингл «Are We There?». Композиція спрямована на звернення уваги до проблеми буллінгу в суспільстві, про що було чимало публікацій у пресі. На пісню знято відеокліп з відповідним сюжетом.
У грудні 2020 року спільно із румунським виконавцем Емілем Ренгле випущений різдвяний сингл «Merry Tik Tok».

## Позатворча діяльність
У серпні 2020 року розпочала вести публічний профіль у «TikTok», який за короткий час здобув особливої популярності. У лютому 2021 року вона мала вже понад 900 000 читачів, майже 55 мільйонів лайків та понад 600 тисяч коментарів під своїми дописами. Її відео було переглянуто понад 310 мільйонів разів.
Олівія Аддамс працювала в комерційній компанії, де відповідала за маркетинг і просувала інвестиції у фондовий ринок.

## Дискографія

### Сингли

#### Сольні
| Рік  | Назва                                        | Найвищі позиції | Найвищі позиції | Найвищі позиції | Найвищі позиції | Найвищі позиції | Найвищі позиції | Найвищі позиції | Альбом |
| Рік  | Назва                                        | POL (airplay)   | POL (TV)        | WNP             | RO (airplay)    | RO (Radio)      | RO (TV)         | MDA             | Альбом |
| Рік  | Назва                                        | POL (airplay)   | POL (TV)        | Radio           | RO (airplay)    | RO (Radio)      | RO (TV)         | MDA             | Альбом |
| ---- | -------------------------------------------- | --------------- | --------------- | --------------- | --------------- | --------------- | --------------- | --------------- | ------ |
| 2019 | Sick Lullaby                                 | –               | –               | –               | –               | –               | –               | –               | —      |
| 2020 | I'm Lost                                     | –               | –               | –               | –               | –               | –               | –               | —      |
| 2020 | Dumb                                         | 9               | –               | 123             | 13              | 4               | 7               | 9               | —      |
| 2020 | Fish In The Sea                              | –               | –               | –               | –               | –               | –               | –               | —      |
| 2020 | Are We There?                                | 2               | 4               | –               | 70              | –               | –               | –               | —      |
| 2020 | Merry Tik Tok (Olivia Addams та Emil Rengle) | –               | –               | –               | –               | –               | –               | –               | —      |
|      |                                              |                 |                 |                 |                 |                 |                 |                 |        |

#### У співпраці
| Рік  | Назва                                        | Найвищі позиції | Найвищі позиції | Найвищі позиції | Альбом |
| Рік  | Назва                                        | HUN (iTunes)    | ESP (iTunes)    | AUS (iTunes)    | Альбом |
| ---- | -------------------------------------------- | --------------- | --------------- | --------------- | ------ |
| 2018 | Love Poison (Pete Kingsman)                  | –               | –               | –               | —      |
| 2018 | Not a Goodbye (Alex Parker та Pete Kingsman) | –               | 79              | –               | —      |
| 2019 | Love Games (Alex Parker)                     | 69              | –               | –               | —      |
| 2019 | Bandida (Mandinga)                           | –               | –               | 84              | —      |
|      |                                              |                 |                 |                 |        |

#### З «Jealous Friend»
| Рік  | Назва                                 | Найвищі позиції | Найвищі позиції | Найвищі позиції | Альбом |
| Рік  | Назва                                 | TH (iTunes)     | NOR (iTunes)    | EGY (iTunes)    | Альбом |
| ---- | ------------------------------------- | --------------- | --------------- | --------------- | ------ |
| 2019 | Who's Gonna Love You (Jealous Friend) | –               | –               | –               | —      |
| 2019 | In My Mind                            | –               | –               | 52              | —      |
| 2019 | Cold                                  | –               | –               | –               | —      |
| 2020 | Wanna Say Hi (Jealous Friend)         | 62              | –               | –               | —      |
| 2020 | Himalayas (Jealous Friend)            | –               | –               | –               | —      |
| 2020 | To The Moon And Back                  | –               | 78              | –               | —      |
|      |                                       |                 |                 |                 |        |

#### Композиції для інших виконавців
| Рік  | Виконавець                       | Назва       | Внесок                  |
| ---- | -------------------------------- | ----------- | ----------------------- |
| 2018 | Антонія Якобеску, Erik Frank     | Matame      | музика, текст           |
| 2019 | Jo                               | Rapitor     | текст                   |
| 2020 | Клеопатра Стратан                | La usa mea  | музика, продюсер, текст |
| 2020 | Lizot, Holy Molly та Alex Parker | Back To Her | музика, текст           |
| 2021 | Антонія Якобеску та Yoss Bones   | Dinero      | музика, текст           |

### Відеокліпи
| Назва                         | Рік                    | Режисер                | Видавець                               |                        |                        |
| Як головний виконавець        | Як головний виконавець | Як головний виконавець | Як головний виконавець                 | Як головний виконавець | Як головний виконавець |
| ----------------------------- | ---------------------- | ---------------------- | -------------------------------------- | ---------------------- | ---------------------- |
| Sick Lullaby                  | 2019                   | невідомо               | Маріус Діа, Alex Parker                | [ 81 ]                 |                        |
| I'm Lost                      | 2020                   | Взабелла Шанто         | Маріус Діа, Alex Parker, Богдан Замоня | [ 82 ]                 |                        |
| Dumb                          | 2020                   | Взабелла Шанто         | Creator Records, Loops Production      | [ 83 ]                 |                        |
| Dumb (вертикальне відео)      | 2020                   | невідомо               | Creator Records                        | [ 84 ]                 |                        |
| Fish in the Sea (Lyric Video) | 2020                   | Ізабелла Шанто         | Alex Parker, Богдан Замоня             | [ 85 ]                 |                        |
| Are We There?                 | 2020                   | Ізабелла Шанто         | Маріус Діа, Alex Parker                | [ 86 ]                 |                        |
| Merry Tik Tok                 | 2020                   | Emil Rengle            | REALM                                  | [ 87 ]                 |                        |
| Співучасть                    |                        |                        |                                        |                        |                        |
| Bandida                       | 2019                   | невідомо               | Alex Volintiru                         | [ 88 ]                 |                        |
| Love Games                    | 2019                   | невідомо               | Alex Parker                            | [ 89 ]                 |                        |

## Нагороди та відзнаки
| Рік  | Конкурс           | Категорія                                          | Номінант/переможець | Досягнення |
| ---- | ----------------- | -------------------------------------------------- | ------------------- | ---------- |
| 2020 | The Artist Awards | Найкращий новий виконавець (англ. Best new artist) |                     | Перемога   |
| 2020 | The Artist Awards | Юлюблений виконавець (англ. Favourite artist)      | Номінація           |            |